# Eishockey Verein Eagles Südtirol
L'Eishockey Verein Eagles Südtirol, meglio noto semplicemente come EV Bozen (pronuncia tedesca: [eː faʊ ˈboːʦn̩]), è una squadra di hockey su ghiaccio femminile con sede a Bolzano.
Dopo che le Eagles Bolzano, squadra sette volte campione d'Italia a livello femminile, interruppero l'attività agonistica al termine della stagione 2007-08, il campionato italiano (e l'intero movimento nazionale femminile) era a forte rischio: i regolamenti della Federazione internazionale, infatti, prevedono che una nazione, per poter schierare la propria rappresentativa nelle competizioni internazionali, abbia un campionato composto da almeno tre compagini. Senza le Eagles e l'HC Lario Halloween (sciolta un anno prima), risultavano iscritte solo All Stars Piemonte e HC Agordo.
L'EV Bozen riuscì a trovare un accordo, facendo confluire nella società gran parte delle giocatrici delle Eagles e presentando per la prima volta un roster femminile, mantenendo in parte la denominazione della squadra scomparsa: nasceva l'EV Bozen Eagles.
Alla prima stagione è giunta seconda, alle spalle dell'Agordo. Nel 2009-2010 ha invece vinto il suo primo titolo, battendo in finale proprio l'Agordo.
Nella stagione successiva le Eagles hanno difeso con successo il titolo battendo in finale il Real Torino per 2 gare ad 1.
Hanno poi vinto la prima edizione, nel 2011-2012, della Coppa Italia, aggiudicandosi anche il quarto titolo consecutivo.
Nel 2013-2014, oltre al quinto scudetto consecutivo, le Eagles vinsero anche la EWHL, prima vittoria per una squadra italiana nella competizione.
Nella stagione successiva hanno preso parte per la prima volta alla EWHL Super Cup, si confermarono per la sesta volta campionesse d'Italia e raggiunsero nuovamente la finale di EWHL, venendo però sconfitte dalle Vienna Sabres.
Nell'estate del 2015 la defezione di alcuni sponsor mise in difficoltà economiche la squadra, che dovette rinunciare a partecipare alla EWHL Super Cup, riuscendo però a confermare la partecipazione sia al campionato italiano (poi vinto) che alla EWHL (chiusa al quinto posto, fuori dalle finali).
Nella stagione 2016-2017 le Eagles sono tornate a disputare la EWHL Super Cup, oltre al campionato italiano ed alla EWHL. Le bolzanine si sono aggiudicate l'EWHL 2016-2017 con una giornata di anticipo, tornando al successo dopo tre anni, confermandosi inoltre campione d'Italia per l'ottava volta consecutiva.
Nella stagione successiva la squadra ha nuovamente sfiorato il double, vincendo il titolo italiano per la nona volta consecutiva, ma cedendo in finale di EWHL al Vienna Sabres.
Nel 2018-2019, dopo un'egemonia durata nove anni, le Eagles hanno abdicato, perdendo la serie scudetto per due gare a una in favore delle Alleghe Hockey Girls. In EWHL si sono aggiudicate il bronzo.